# Jan Baptist Sivré
Jan Baptist Sivré (Roermond, 6 november 1818 – aldaar, 16 november 1889) was een Nederlands archivaris. Hij was van 1866 tot 1889 stadsarchivaris van Roermond.

## Levensloop
Sivré wilde aanvankelijk notaris worden. Hiervoor werkte hij van 1835 tot 1841 als administratief medewerker voor een notariskantoor in Luik. Nadat Limburg in 1839 van België gescheiden werd, hadden zijn voorbereidingen voor het notarisambt in Nederland weinig nut meer. En dus ging hij in 1843 weer terug naar Roermond, waar hij in 1851 benoemd werd tot controleur van de gemeentebelastingen en later directeur van de Roermondse gasfabriek. In die periode begon hij zich te verdiepen in de plaatselijke geschiedenis. Deze interesse leidde in 1866 tot zijn benoeming als stadsarchivaris van Roermond. Als stadsarchivaris ging hij meteen aan het werk om een inventaris van het hele archief te maken. Enkele jaren later werd hij benoemd tot rijksarchivaris van het archief van het voormalige Opper-Gelre.
De belangrijkste werken van Sivré als stadsarchivaris zijn de Inventaris van het oud archief der gemeente Roermond, dat van 1868 tot 1884 in vier delen verscheen bij J.J. Romen in Roermond, en, in samenwerking met rechter Ferdinandus Petrus Joannes de Sain, de Inventaris van de registers en stukken afkomstig van de vóór December 1795 bestaan hebbende en hierna te noemen regterlijke en andere ligchamen, welke zich thans bevinden in het archief der arrondissements-regtbank te Roermond, dat in 1879 verscheen eveneens bij J.J. Romen. Verder schreef Sivré artikelen in de Almanak van het arrondissement Roermond, het Jaarboekje van Limburg, de Provinciale almanak van Limburg, De Maasgouw en de Publications de la société d'archéologie dans le duché de Limbourg.